# Danh sách thí sinh tham gia Produce 48
Produce 48 là một chương trình thực tế sống còn của Hàn Quốc được phát sóng trên kênh Mnet trong năm 2018.

## Thí sinh
Tên chuyển tự Latinh được công bố trên trang website chính thức.
Chú thích màu
- Thành viên của IZ*ONE
- Bị loại ở chung kết
- Bị loại ở vòng loại trừ thứ ba
- Bị loại ở vòng loại trừ thứ hai
- Bị loại ở vòng loại trừ thứ nhất
- Rời chương trình
- Top 12 của tuần

| Trực thuộc                                  | Trực thuộc                                  | Trực thuộc                                  | Tên               | Tên                                        | Năm sinh     | Đánh giá của giám khảo | Đánh giá của giám khảo | Xếp hạng     | Xếp hạng     | Xếp hạng         | Xếp hạng         | Xếp hạng         | Xếp hạng                         | Xếp hạng                         | Xếp hạng                         | Xếp hạng                         | Xếp hạng                         | Xếp hạng                         | Xếp hạng                         |
| Trực thuộc                                  | Trực thuộc                                  | Trực thuộc                                  | Tên               | Tên                                        | Năm sinh     | Đánh giá của giám khảo | Đánh giá của giám khảo | Tập 1        | Tập 2        | Tập 3            | Tập 5            | Tập 5            | Tập 8                            | Tập 8                            | Tập 9                            | Tập 11                           | Tập 11                           | Tập 12                           | Tập 12                           |
| Trực thuộc                                  | Trực thuộc                                  | Trực thuộc                                  | Latinh            | Hangul Kanji                               | Năm sinh     | #1                     | #2                     | #            | #            | #                | #                | Bình chọn        | #                                | Bình chọn                        | #                                | #                                | Bình chọn                        | #                                | Bình chọn                        |
| Đội Hàn Quốc                                | Đội Hàn Quốc                                | Đội Hàn Quốc                                | Đội Hàn Quốc      | Đội Hàn Quốc                               | Đội Hàn Quốc | Đội Hàn Quốc           | Đội Hàn Quốc           | Đội Hàn Quốc | Đội Hàn Quốc | Đội Hàn Quốc     | Đội Hàn Quốc     | Đội Hàn Quốc     | Đội Hàn Quốc                     | Đội Hàn Quốc                     | Đội Hàn Quốc                     | Đội Hàn Quốc                     | Đội Hàn Quốc                     | Đội Hàn Quốc                     | Đội Hàn Quốc                     |
| ------------------------------------------- | ------------------------------------------- | ------------------------------------------- | ----------------- | ------------------------------------------ | ------------ | ---------------------- | ---------------------- | ------------ | ------------ | ---------------- | ---------------- | ---------------- | -------------------------------- | -------------------------------- | -------------------------------- | -------------------------------- | -------------------------------- | -------------------------------- | -------------------------------- |
| Thực tập sinh tự do (개인연습생)            | Thực tập sinh tự do (개인연습생)            | Thực tập sinh tự do (개인연습생)            | Park Seo-young    | 박서영 パク・ソヨン                        | 1999         | C                      | D                      | 34           | 26           | 35               | 42               | 112,060          | 55                               | 172,714                          | Bị loại ở vòng loại trừ thứ hai  | Bị loại ở vòng loại trừ thứ hai  | Bị loại ở vòng loại trừ thứ hai  | Bị loại ở vòng loại trừ thứ hai  | Bị loại ở vòng loại trừ thứ hai  |
| Thực tập sinh tự do (개인연습생)            | Thực tập sinh tự do (개인연습생)            | Thực tập sinh tự do (개인연습생)            | Park Jin-hee      | 박진희 パク・ジニ                          | 1998         | C                      | F                      | 52           | 49           | 61               | 69               | 52,495           | Bị loại ở vòng loại trừ thứ nhất | Bị loại ở vòng loại trừ thứ nhất | Bị loại ở vòng loại trừ thứ nhất | Bị loại ở vòng loại trừ thứ nhất | Bị loại ở vòng loại trừ thứ nhất | Bị loại ở vòng loại trừ thứ nhất | Bị loại ở vòng loại trừ thứ nhất |
| 8D Creative (에잇디)                        | 8D Creative (에잇디)                        | 8D Creative (에잇디)                        | Kang Hye-won      | 강혜원 カン・ヘウォン                      | 1999         | F                      | F                      | 38           | 40           | 41               | 25               | 222,716          | 3                                | 927,362                          | 3                                | 4                                | 311,212                          | 8                                | 248,432                          |
| A team (에이팀)                             | A team (에이팀)                             | A team (에이팀)                             | Kim Cho-yeon      | 김초연 キム・チョヨン                      | 2001         | A                      | C                      | 68           | 75           | 37               | 41               | 115,687          | 50                               | 240,058                          | Bị loại ở vòng loại trừ thứ hai  | Bị loại ở vòng loại trừ thứ hai  | Bị loại ở vòng loại trừ thứ hai  | Bị loại ở vòng loại trừ thứ hai  | Bị loại ở vòng loại trừ thứ hai  |
| Banana Culture (바나나컬쳐)                 | Banana Culture (바나나컬쳐)                 | Banana Culture (바나나컬쳐)                 | Kim Na-young      | 김나영 キム・ナヨン                        | 2002         | C                      | A                      | 55           | 63           | 58               | 38               | 139,350          | 21                               | 572,848                          | 21                               | 21                               | 188,617                          | Bị loại ở vòng loại trừ thứ ba   | Bị loại ở vòng loại trừ thứ ba   |
| Banana Culture (바나나컬쳐)                 | Banana Culture (바나나컬쳐)                 | Banana Culture (바나나컬쳐)                 | Kim Da-hye        | 김다혜 キム・ダヘ                          | 2002         | A                      | C                      | 80           | 89           | 78               | 75               | 42,377           | Bị loại ở vòng loại trừ thứ nhất | Bị loại ở vòng loại trừ thứ nhất | Bị loại ở vòng loại trừ thứ nhất | Bị loại ở vòng loại trừ thứ nhất | Bị loại ở vòng loại trừ thứ nhất | Bị loại ở vòng loại trừ thứ nhất | Bị loại ở vòng loại trừ thứ nhất |
| Blockberry Creative (블록베리 크리에이티브) | Blockberry Creative (블록베리 크리에이티브) | Blockberry Creative (블록베리 크리에이티브) | Ko Yu-jin         | 고유진 コ・ユジン                          | 2000         | C                      | A                      | 24           | 34           | 26               | 26               | 220,375          | 31                               | 469,647                          | Bị loại ở vòng loại trừ thứ hai  | Bị loại ở vòng loại trừ thứ hai  | Bị loại ở vòng loại trừ thứ hai  | Bị loại ở vòng loại trừ thứ hai  | Bị loại ở vòng loại trừ thứ hai  |
| CNC Entertainment                           | CNC Entertainment                           | CNC Entertainment                           | Kim Da-yeon       | 김다연 キム・ダヨン                        | 2003         | B                      | B                      | 60           | 65           | 70               | 70               | 48,458           | Bị loại ở vòng loại trừ thứ nhất | Bị loại ở vòng loại trừ thứ nhất | Bị loại ở vòng loại trừ thứ nhất | Bị loại ở vòng loại trừ thứ nhất | Bị loại ở vòng loại trừ thứ nhất | Bị loại ở vòng loại trừ thứ nhất | Bị loại ở vòng loại trừ thứ nhất |
| CNC Entertainment                           | CNC Entertainment                           | CNC Entertainment                           | Kim Yu-bin        | 김유빈 キム・ユビン                        | 2002         | B                      | D                      | 90           | 93           | 93               | 88               | 34,070           | Bị loại ở vòng loại trừ thứ nhất | Bị loại ở vòng loại trừ thứ nhất | Bị loại ở vòng loại trừ thứ nhất | Bị loại ở vòng loại trừ thứ nhất | Bị loại ở vòng loại trừ thứ nhất | Bị loại ở vòng loại trừ thứ nhất | Bị loại ở vòng loại trừ thứ nhất |
| CNC Entertainment                           | CNC Entertainment                           | CNC Entertainment                           | Yoon Eun-bin      | 윤은빈 ユン・ウンビン                      | 2004         | B                      | B                      | 54           | 68           | 65               | 65               | 57,364           | Bị loại ở vòng loại trừ thứ nhất | Bị loại ở vòng loại trừ thứ nhất | Bị loại ở vòng loại trừ thứ nhất | Bị loại ở vòng loại trừ thứ nhất | Bị loại ở vòng loại trừ thứ nhất | Bị loại ở vòng loại trừ thứ nhất | Bị loại ở vòng loại trừ thứ nhất |
| CNC Entertainment                           | CNC Entertainment                           | CNC Entertainment                           | Lee Yu-jeong      | 이유정 イ・ユジョン                        | 2004         | C                      | C                      | 33           | 48           | 49               | 49               | 76,345           | 51                               | 204,599                          | Bị loại ở vòng loại trừ thứ hai  | Bị loại ở vòng loại trừ thứ hai  | Bị loại ở vòng loại trừ thứ hai  | Bị loại ở vòng loại trừ thứ hai  | Bị loại ở vòng loại trừ thứ hai  |
| CNC Entertainment                           | CNC Entertainment                           | CNC Entertainment                           | Hong Ye-ji        | 홍예지 ホン・イェジ                        | 2002         | B                      | F                      | 76           | 76           | 80               | 78               | 39,465           | Bị loại ở vòng loại trừ thứ nhất | Bị loại ở vòng loại trừ thứ nhất | Bị loại ở vòng loại trừ thứ nhất | Bị loại ở vòng loại trừ thứ nhất | Bị loại ở vòng loại trừ thứ nhất | Bị loại ở vòng loại trừ thứ nhất | Bị loại ở vòng loại trừ thứ nhất |
| Collazoo Company (콜라주컴퍼니)             | Collazoo Company (콜라주컴퍼니)             | Collazoo Company (콜라주컴퍼니)             | Kim Hyun-ah       | 김현아 キム・ヒョナ                        | 1995         | B                      | B                      | 67           | 72           | 64               | 55               | 67,037           | 46                               | 253,880                          | Bị loại ở vòng loại trừ thứ hai  | Bị loại ở vòng loại trừ thứ hai  | Bị loại ở vòng loại trừ thứ hai  | Bị loại ở vòng loại trừ thứ hai  | Bị loại ở vòng loại trừ thứ hai  |
| Cube Entertainment                          | Cube Entertainment                          | Cube Entertainment                          | Han Cho-won       | 한초원 ハン・チョウォン                    | 2002         | D                      | B                      | 64           | 79           | 88               | 47               | 89,134           | 9                                | 765,895                          | 13                               | 13                               | 243,234                          | 13                               | Bị loại ở chung kết              |
| Fave Entertainment (페이브)                 | Fave Entertainment (페이브)                 | Fave Entertainment (페이브)                 | Shin Su-hyun      | 신수현 シン・スヒョン                      | 1996         | D                      | F                      | 42           | 57           | 62               | 61               | 63,471           | Bị loại ở vòng loại trừ thứ nhất | Bị loại ở vòng loại trừ thứ nhất | Bị loại ở vòng loại trừ thứ nhất | Bị loại ở vòng loại trừ thứ nhất | Bị loại ở vòng loại trừ thứ nhất | Bị loại ở vòng loại trừ thứ nhất | Bị loại ở vòng loại trừ thứ nhất |
| FENT (에프이엔티)                           | FENT (에프이엔티)                           | FENT (에프이엔티)                           | Kim Do-ah         | 김도아 キム・ドア                          | 2003         | A                      | C                      | 31           | 25           | 31               | 34               | 166,662          | 23                               | 557,987                          | 22                               | 23                               | 167,012                          | Bị loại ở vòng loại trừ thứ ba   | Bị loại ở vòng loại trừ thứ ba   |
| FNC Entertainment                           | FNC Entertainment                           | FNC Entertainment                           | Park Hae-yoon     | 박해윤 パク・ヘユン                        | 1996         | A                      | D                      | 59           | 35           | 43               | 43               | 109,158          | 18                               | 594,672                          | 18                               | 20                               | 204,678                          | 19                               | Bị loại ở chung kết              |
| FNC Entertainment                           | FNC Entertainment                           | FNC Entertainment                           | Cho Ah-yeong      | 조아영 チョ・アヨン                        | 2001         | C                      | B                      | 83           | 78           | 86               | 72               | 46,320           | Bị loại ở vòng loại trừ thứ nhất | Bị loại ở vòng loại trừ thứ nhất | Bị loại ở vòng loại trừ thứ nhất | Bị loại ở vòng loại trừ thứ nhất | Bị loại ở vòng loại trừ thứ nhất | Bị loại ở vòng loại trừ thứ nhất | Bị loại ở vòng loại trừ thứ nhất |
| HOW Entertainment                           | HOW Entertainment                           | HOW Entertainment                           | Kim Min-seo       | 김민서 キム・ミンソ                        | 2002         | C                      | C                      | 62           | 39           | 47               | 53               | 69,913           | 44                               | 257,679                          | Bị loại ở vòng loại trừ thứ hai  | Bị loại ở vòng loại trừ thứ hai  | Bị loại ở vòng loại trừ thứ hai  | Bị loại ở vòng loại trừ thứ hai  | Bị loại ở vòng loại trừ thứ hai  |
| HOW Entertainment                           | HOW Entertainment                           | HOW Entertainment                           | Wang Ke           | 왕크어 ワン・クー                          | 2000         | B                      | D                      | 92           | 33           | 44               | 45               | 101,292          | 56                               | 167,709                          | Bị loại ở vòng loại trừ thứ hai  | Bị loại ở vòng loại trừ thứ hai  | Bị loại ở vòng loại trừ thứ hai  | Bị loại ở vòng loại trừ thứ hai  | Bị loại ở vòng loại trừ thứ hai  |
| HOW Entertainment                           | HOW Entertainment                           | HOW Entertainment                           | Yu Min-young      | 유민영 ユ・ミニョン                        | 2000         | A                      | B                      | 86           | 32           | 46               | 51               | 75,698           | 54                               | 191,306                          | Bị loại ở vòng loại trừ thứ hai  | Bị loại ở vòng loại trừ thứ hai  | Bị loại ở vòng loại trừ thứ hai  | Bị loại ở vòng loại trừ thứ hai  | Bị loại ở vòng loại trừ thứ hai  |
| Million Market (밀리언마켓)                 | Million Market (밀리언마켓)                 | Million Market (밀리언마켓)                 | Son Eun-chae      | 손은채 ソン・ウンチェ                      | 1999         | C                      | B                      | 95           | 85           | 53               | 32               | 175,744          | 32                               | 366,555                          | Bị loại ở vòng loại trừ thứ hai  | Bị loại ở vòng loại trừ thứ hai  | Bị loại ở vòng loại trừ thứ hai  | Bị loại ở vòng loại trừ thứ hai  | Bị loại ở vòng loại trừ thứ hai  |
| Million Market (밀리언마켓)                 | Million Market (밀리언마켓)                 | Million Market (밀리언마켓)                 | Cho Sa-rang       | 조사랑 チョ・サラン                        | 2003         | B                      | F                      | 89           | 90           | 91               | 89               | 34,038           | Bị loại ở vòng loại trừ thứ nhất | Bị loại ở vòng loại trừ thứ nhất | Bị loại ở vòng loại trừ thứ nhất | Bị loại ở vòng loại trừ thứ nhất | Bị loại ở vòng loại trừ thứ nhất | Bị loại ở vòng loại trừ thứ nhất | Bị loại ở vòng loại trừ thứ nhất |
| MMO Entertainment                           | MMO Entertainment                           | MMO Entertainment                           | Won Seo-yeon      | 원서연 ウォン・ソヨン                      | 2000         | C                      | F                      | 81           | 77           | 90               | 92               | 30,103           | Bị loại ở vòng loại trừ thứ nhất | Bị loại ở vòng loại trừ thứ nhất | Bị loại ở vòng loại trừ thứ nhất | Bị loại ở vòng loại trừ thứ nhất | Bị loại ở vòng loại trừ thứ nhất | Bị loại ở vòng loại trừ thứ nhất | Bị loại ở vòng loại trừ thứ nhất |
| MND17 Entertainment                         | MND17 Entertainment                         | MND17 Entertainment                         | Park Min-ji       | 박민지 パク・ミンジ                        | 1999         | B                      | B                      | 49           | 56           | 60               | 54               | 68,130           | 53                               | 193,759                          | Bị loại ở vòng loại trừ thứ hai  | Bị loại ở vòng loại trừ thứ hai  | Bị loại ở vòng loại trừ thứ hai  | Bị loại ở vòng loại trừ thứ hai  | Bị loại ở vòng loại trừ thứ hai  |
| MND17 Entertainment                         | MND17 Entertainment                         | MND17 Entertainment                         | Park Chan-ju      | 박찬주 パク・チャンジュ                    | 1999         | C                      | D                      | 85           | 69           | 71               | 68               | 52,903           | Bị loại ở vòng loại trừ thứ nhất | Bị loại ở vòng loại trừ thứ nhất | Bị loại ở vòng loại trừ thứ nhất | Bị loại ở vòng loại trừ thứ nhất | Bị loại ở vòng loại trừ thứ nhất | Bị loại ở vòng loại trừ thứ nhất | Bị loại ở vòng loại trừ thứ nhất |
| MND17 Entertainment                         | MND17 Entertainment                         | MND17 Entertainment                         | Lee Chae-jeong    | 이채정 イ・チェジョン                      | 1999         | C                      | C                      | 96           | 94           | 92               | 79               | 38,711           | Bị loại ở vòng loại trừ thứ nhất | Bị loại ở vòng loại trừ thứ nhất | Bị loại ở vòng loại trừ thứ nhất | Bị loại ở vòng loại trừ thứ nhất | Bị loại ở vòng loại trừ thứ nhất | Bị loại ở vòng loại trừ thứ nhất | Bị loại ở vòng loại trừ thứ nhất |
| MNH Entertainment                           | MNH Entertainment                           | MNH Entertainment                           | Lee Ha-eun        | 이하은 イ・ハウン                          | 2004         | A                      | A                      | 51           | 58           | 33               | 35               | 164,273          | 48                               | 250,748                          | Bị loại ở vòng loại trừ thứ hai  | Bị loại ở vòng loại trừ thứ hai  | Bị loại ở vòng loại trừ thứ hai  | Bị loại ở vòng loại trừ thứ hai  | Bị loại ở vòng loại trừ thứ hai  |
| Music Works (뮤직웍스)                      | Music Works (뮤직웍스)                      | Music Works (뮤직웍스)                      | Yoon Hae-sol      | 윤해솔 ユン・ヘソル                        | 1997         | B                      | D                      | 40           | 50           | 56               | 52               | 73,457           | 35                               | 343,299                          | Bị loại ở vòng loại trừ thứ hai  | Bị loại ở vòng loại trừ thứ hai  | Bị loại ở vòng loại trừ thứ hai  | Bị loại ở vòng loại trừ thứ hai  | Bị loại ở vòng loại trừ thứ hai  |
| Music Works (뮤직웍스)                      | Music Works (뮤직웍스)                      | Music Works (뮤직웍스)                      | Choi So-eun       | 최소은 チェ・ソウン                        | 2001         | B                      | C                      | 87           | 92           | 89               | 90               | 31,436           | Bị loại ở vòng loại trừ thứ nhất | Bị loại ở vòng loại trừ thứ nhất | Bị loại ở vòng loại trừ thứ nhất | Bị loại ở vòng loại trừ thứ nhất | Bị loại ở vòng loại trừ thứ nhất | Bị loại ở vòng loại trừ thứ nhất | Bị loại ở vòng loại trừ thứ nhất |
| Pledis Entertainment (플레디스)             | Pledis Entertainment (플레디스)             | Pledis Entertainment (플레디스)             | Lee Ga-eun        | 이가은 イ・カウン                          | 1994         | A                      | A                      | 5            | 1            | 1                | 1                | 633,511          | 8                                | 808,425                          | 5                                | 5                                | 307,723                          | 14                               | Bị loại ở chung kết              |
| Pledis Entertainment (플레디스)             | Pledis Entertainment (플레디스)             | Pledis Entertainment (플레디스)             | Huh Yun-jin       | 허윤진 ホ・ユンジン                        | 2001         | C                      | F                      | 19           | 15           | 21               | 22               | 247,281          | 11                               | 730,282                          | 27                               | 26                               | 96,954                           | Bị loại ở vòng loại trừ thứ ba   | Bị loại ở vòng loại trừ thứ ba   |
| RBW                                         | RBW                                         | RBW                                         | Na Go-eun         | 나고은 ナ・ゴウン                          | 1999         | A                      | A                      | 36           | 20           | 28               | 29               | 178,233          | 29                               | 488,056                          | 28                               | 29                               | 79,892                           | Bị loại ở vòng loại trừ thứ ba   | Bị loại ở vòng loại trừ thứ ba   |
| RBW                                         | RBW                                         | RBW                                         | Park Ji-eun       | 박지은 パク・ジウン                        | 1997         | C                      | F                      | 77           | 70           | 79               | 80               | 37,826           | Bị loại ở vòng loại trừ thứ nhất | Bị loại ở vòng loại trừ thứ nhất | Bị loại ở vòng loại trừ thứ nhất | Bị loại ở vòng loại trừ thứ nhất | Bị loại ở vòng loại trừ thứ nhất | Bị loại ở vòng loại trừ thứ nhất | Bị loại ở vòng loại trừ thứ nhất |
| Starship Entertainment (스타쉽)             | Starship Entertainment (스타쉽)             | Starship Entertainment (스타쉽)             | An Yu-jin         | 안유진 アン・ユジン                        | 2003         | B                      | A                      | 2            | 2            | 2                | 2                | 607,823          | 4                                | 910,191                          | 10                               | 14                               | 238,959                          | 5                                | 280,487                          |
| Starship Entertainment (스타쉽)             | Starship Entertainment (스타쉽)             | Starship Entertainment (스타쉽)             | Jang Won-young    | 장원영 チャン・ウォニョン                  | 2004         | B                      | B                      | 3            | 4            | 4                | 3                | 539,596          | 1                                | 1,010,555                        | 8                                | 7                                | 311,212                          | 1                                | 338,366                          |
| Starship Entertainment (스타쉽)             | Starship Entertainment (스타쉽)             | Starship Entertainment (스타쉽)             | Cho Ka-hyeon      | 조가현 チョ・ガヒョン                      | 2003         | B                      | B                      | 65           | 36           | 38               | 48               | 89,074           | 57                               | 137,680                          | Bị loại ở vòng loại trừ thứ hai  | Bị loại ở vòng loại trừ thứ hai  | Bị loại ở vòng loại trừ thứ hai  | Bị loại ở vòng loại trừ thứ hai  | Bị loại ở vòng loại trừ thứ hai  |
| Stone Music Entertainment (스톤뮤직)        | Stone Music Entertainment (스톤뮤직)        | Stone Music Entertainment (스톤뮤직)        | Bae Eun-yeong     | 배은영 ペ・ウニョン                        | 1997         | C                      | B                      | 18           | 30           | 34               | 37               | 149,092          | 36                               | 334,027                          | Bị loại ở vòng loại trừ thứ hai  | Bị loại ở vòng loại trừ thứ hai  | Bị loại ở vòng loại trừ thứ hai  | Bị loại ở vòng loại trừ thứ hai  | Bị loại ở vòng loại trừ thứ hai  |
| Stone Music Entertainment (스톤뮤직)        | Stone Music Entertainment (스톤뮤직)        | Stone Music Entertainment (스톤뮤직)        | Lee Si-an         | 이시안 イ・シアン                          | 1999         | C                      | D                      | 8            | 18           | 27               | 23               | 235,777          | 19                               | 589,732                          | 30                               | 30                               | 75,969                           | Bị loại ở vòng loại trừ thứ ba   | Bị loại ở vòng loại trừ thứ ba   |
| Stone Music Entertainment (스톤뮤직)        | Stone Music Entertainment (스톤뮤직)        | Stone Music Entertainment (스톤뮤직)        | Jang Gyu-ri       | 장규리 チャン・ギュリ                      | 1997         | B                      | F                      | 6            | 14           | 14               | 17               | 296,913          | 26                               | 525,854                          | 25                               | 25                               | 129,098                          | Bị loại ở vòng loại trừ thứ ba   | Bị loại ở vòng loại trừ thứ ba   |
| Stone Music Entertainment (스톤뮤직)        | Stone Music Entertainment (스톤뮤직)        | Stone Music Entertainment (스톤뮤직)        | Jo Yu-ri          | 조유리 チョ・ユリ                          | 2001         | A                      | F                      | 10           | 19           | 18               | 19               | 289,180          | 10                               | 747,120                          | 16                               | 18                               | 213,237                          | 3                                | 294,734                          |
| Urban Works Media (얼반웍스)                | Urban Works Media (얼반웍스)                | Urban Works Media (얼반웍스)                | Kim Min-ju        | 김민주 キム・ミンジュ                      | 2001         | D                      | C                      | 13           | 17           | 19               | 15               | 307,334          | 6                                | 860,341                          | 20                               | 15                               | 227,786                          | 11                               | 227,061                          |
| Wellmade Yedang (웰메이드예당)              | Wellmade Yedang (웰메이드예당)              | Wellmade Yedang (웰메이드예당)              | Kang Da-min       | 강다민 カン・ダミン                        | 2004         | B                      | A                      | 70           | 74           | 75               | 62               | 60,709           | Bị loại ở vòng loại trừ thứ nhất | Bị loại ở vòng loại trừ thứ nhất | Bị loại ở vòng loại trừ thứ nhất | Bị loại ở vòng loại trừ thứ nhất | Bị loại ở vòng loại trừ thứ nhất | Bị loại ở vòng loại trừ thứ nhất | Bị loại ở vòng loại trừ thứ nhất |
| Wellmade Yedang (웰메이드예당)              | Wellmade Yedang (웰메이드예당)              | Wellmade Yedang (웰메이드예당)              | Hwang So-yeon     | 황소연 ファン・ソヨン                      | 2000         | A                      | A                      | 91           | 46           | 51               | 60               | 63,482           | Bị loại ở vòng loại trừ thứ nhất | Bị loại ở vòng loại trừ thứ nhất | Bị loại ở vòng loại trừ thứ nhất | Bị loại ở vòng loại trừ thứ nhất | Bị loại ở vòng loại trừ thứ nhất | Bị loại ở vòng loại trừ thứ nhất | Bị loại ở vòng loại trừ thứ nhất |
| WM Entertainment                            | WM Entertainment                            | WM Entertainment                            | Lee Seung-hyeon   | 이승현 イ・スンヒョン                      | 2001         | B                      | C                      | 66           | 60           | 68               | 73               | 45,759           | Bị loại ở vòng loại trừ thứ nhất | Bị loại ở vòng loại trừ thứ nhất | Bị loại ở vòng loại trừ thứ nhất | Bị loại ở vòng loại trừ thứ nhất | Bị loại ở vòng loại trừ thứ nhất | Bị loại ở vòng loại trừ thứ nhất | Bị loại ở vòng loại trừ thứ nhất |
| WM Entertainment                            | WM Entertainment                            | WM Entertainment                            | Lee Chae-yeon     | 이채연 イ・チェヨン                        | 2000         | A                      | A                      | 29           | 10           | 10               | 10               | 368,218          | 17                               | 597,256                          | 12                               | 3                                | 327,445                          | 12                               | 221,273                          |
| WM Entertainment                            | WM Entertainment                            | WM Entertainment                            | Cho Yeong-in      | 조영인 チョ・ヨンイン                      | 2001         | B                      | C                      | 74           | 62           | 74               | 84               | 36,672           | Bị loại ở vòng loại trừ thứ nhất | Bị loại ở vòng loại trừ thứ nhất | Bị loại ở vòng loại trừ thứ nhất | Bị loại ở vòng loại trừ thứ nhất | Bị loại ở vòng loại trừ thứ nhất | Bị loại ở vòng loại trừ thứ nhất | Bị loại ở vòng loại trừ thứ nhất |
| Woollim Entertainment (울림)                | Woollim Entertainment (울림)                | Woollim Entertainment (울림)                | Kwon Eun-bi       | 권은비 クォン・ウンビ                      | 1995         | A                      | C                      | 25           | 3            | 5                | 5                | 507,633          | 5                                | 906,981                          | 11                               | 12                               | 247,556                          | 7                                | 250,212                          |
| Woollim Entertainment (울림)                | Woollim Entertainment (울림)                | Woollim Entertainment (울림)                | Kim So-hee        | 김소희 キム・ソヒ                          | 2003         | C                      | B                      | 48           | 44           | 48               | 50               | 75,898           | 43                               | 269,233                          | Bị loại ở vòng loại trừ thứ hai  | Bị loại ở vòng loại trừ thứ hai  | Bị loại ở vòng loại trừ thứ hai  | Bị loại ở vòng loại trừ thứ hai  | Bị loại ở vòng loại trừ thứ hai  |
| Woollim Entertainment (울림)                | Woollim Entertainment (울림)                | Woollim Entertainment (울림)                | Kim Su-yun        | 김수윤 キム・スユン                        | 2001         | C                      | C                      | 58           | 51           | 54               | 57               | 66,438           | 47                               | 251,208                          | Bị loại ở vòng loại trừ thứ hai  | Bị loại ở vòng loại trừ thứ hai  | Bị loại ở vòng loại trừ thứ hai  | Bị loại ở vòng loại trừ thứ hai  | Bị loại ở vòng loại trừ thứ hai  |
| Woollim Entertainment (울림)                | Woollim Entertainment (울림)                | Woollim Entertainment (울림)                | Kim Chae-won      | 김채원 キム・チェウォン                    | 2000         | B                      | B                      | 21           | 21           | 30               | 28               | 179,387          | 15                               | 602,360                          | 15                               | 19                               | 210,781                          | 10                               | 238,192                          |
| YG KPlus (YG케이플러스)                     | YG KPlus (YG케이플러스)                     | YG KPlus (YG케이플러스)                     | Ahn Ye-won        | 안예원 アン・イェウォン                    | 2001         | F                      | F                      | 82           | 88           | 84               | 86               | 35,795           | Bị loại ở vòng loại trừ thứ nhất | Bị loại ở vòng loại trừ thứ nhất | Bị loại ở vòng loại trừ thứ nhất | Bị loại ở vòng loại trừ thứ nhất | Bị loại ở vòng loại trừ thứ nhất | Bị loại ở vòng loại trừ thứ nhất | Bị loại ở vòng loại trừ thứ nhất |
| YG KPlus (YG케이플러스)                     | YG KPlus (YG케이플러스)                     | YG KPlus (YG케이플러스)                     | Choi Yeon-soo     | 최연수 チェ・ヨンス                        | 1999         | D                      | F                      | 47           | 52           | 57               | 66               | 56,200           | Bị loại ở vòng loại trừ thứ nhất | Bị loại ở vòng loại trừ thứ nhất | Bị loại ở vòng loại trừ thứ nhất | Bị loại ở vòng loại trừ thứ nhất | Bị loại ở vòng loại trừ thứ nhất | Bị loại ở vòng loại trừ thứ nhất | Bị loại ở vòng loại trừ thứ nhất |
| Yuehua Entertainment (위에화)               | Yuehua Entertainment (위에화)               | Yuehua Entertainment (위에화)               | Kim Si-hyeon      | 김시현 キム・シヒョン                      | 1999         | B                      | A                      | 15           | 13           | 17               | 20               | 262,648          | 24                               | 549,741                          | 29                               | 27                               | 96,036                           | Bị loại ở vòng loại trừ thứ ba   | Bị loại ở vòng loại trừ thứ ba   |
| Yuehua Entertainment (위에화)               | Yuehua Entertainment (위에화)               | Yuehua Entertainment (위에화)               | Wang Yi Ren       | 왕이런 ワン・イーレン                      | 2000         | B                      | C                      | 11           | 7            | 9                | 8                | 404,888          | 14                               | 643,901                          | 26                               | 28                               | 94,304                           | Bị loại ở vòng loại trừ thứ ba   | Bị loại ở vòng loại trừ thứ ba   |
| Yuehua Entertainment (위에화)               | Yuehua Entertainment (위에화)               | Yuehua Entertainment (위에화)               | Choi Ye-na        | 최예나 チェ・イェナ                        | 1999         | A                      | B                      | 7            | 6            | 7                | 9                | 390,483          | 16                               | 601,295                          | 19                               | 16                               | 215,828                          | 4                                | 285,385                          |
| ZB Label (지비레이블)                       | ZB Label (지비레이블)                       | ZB Label (지비레이블)                       | Alex Christine    | 알렉스 크리스틴 アレックス・クリスティーン | 1996         | B                      | C                      | 88           | 86           | 85               | 82               | 37,536           | Bị loại ở vòng loại trừ thứ nhất | Bị loại ở vòng loại trừ thứ nhất | Bị loại ở vòng loại trừ thứ nhất | Bị loại ở vòng loại trừ thứ nhất | Bị loại ở vòng loại trừ thứ nhất | Bị loại ở vòng loại trừ thứ nhất | Bị loại ở vòng loại trừ thứ nhất |
| Đội Nhật Bản                                |                                             |                                             |                   |                                            |              |                        |                        |              |              |                  |                  |                  |                                  |                                  |                                  |                                  |                                  |                                  |                                  |
| AKB48                                       | Team A                                      | AKS                                         | Chiba Erii        | 千葉恵里 치바 에리이                       | 2003         | F                      | F                      | 27           | 38           | 23               | 24               | 228,389          | 33                               | 359,859                          | Bị loại ở vòng loại trừ thứ hai  | Bị loại ở vòng loại trừ thứ hai  | Bị loại ở vòng loại trừ thứ hai  | Bị loại ở vòng loại trừ thứ hai  | Bị loại ở vòng loại trừ thứ hai  |
| AKB48                                       | Team A                                      | AKS                                         | Goto Moe          | 後藤萌咲 고토 모에                         | 2001         | F                      | C                      | 16           | 8            | 6                | 6                | 461,078          | 28                               | 491,582                          | 24                               | 24                               | 153,955                          | Bị loại ở vòng loại trừ thứ ba   | Bị loại ở vòng loại trừ thứ ba   |
| AKB48                                       | Team A                                      | Horipro                                     | Miyazaki Miho     | 宮崎 美穂 미야자키 미호                    | 1993         | D                      | D                      | 17           | 16           | 15               | 21               | 256,613          | 27                               | 504,339                          | 1                                | 2                                | 347,998                          | 15                               | Bị loại ở chung kết              |
| AKB48                                       | Team A                                      | AKS                                         | Sato Minami       | 佐藤美波 사토 미나미                       | 2003         | D                      | F                      | 57           | 66           | 59               | 58               | 64,511           | 39                               | 293,650                          | Bị loại ở vòng loại trừ thứ hai  | Bị loại ở vòng loại trừ thứ hai  | Bị loại ở vòng loại trừ thứ hai  | Bị loại ở vòng loại trừ thứ hai  | Bị loại ở vòng loại trừ thứ hai  |
| AKB48                                       | Team A                                      | AKS                                         | Shinozaki Ayana   | 篠崎彩奈 시노자키 아야나                   | 1996         | F                      | F                      | 84           | 87           | 77               | 91               | 30,489           | Bị loại ở vòng loại trừ thứ nhất | Bị loại ở vòng loại trừ thứ nhất | Bị loại ở vòng loại trừ thứ nhất | Bị loại ở vòng loại trừ thứ nhất | Bị loại ở vòng loại trừ thứ nhất | Bị loại ở vòng loại trừ thứ nhất | Bị loại ở vòng loại trừ thứ nhất |
| AKB48                                       | Team A Team 8                               | AKS                                         | Shitao Miu        | 下尾みう 시타오 미우                       | 2001         | D                      | D                      | 41           | 45           | 39               | 36               | 160,881          | 22                               | 562,216                          | 6                                | 10                               | 261,023                          | 18                               | Bị loại ở chung kết              |
| AKB48                                       | Team K                                      | AKS                                         | Ichikawa Manami   | 市川愛美 이치카와 마나미                   | 1999         | F                      | C                      | 79           | 83           | 87               | 81               | 37,685           | Bị loại ở vòng loại trừ thứ nhất | Bị loại ở vòng loại trừ thứ nhất | Bị loại ở vòng loại trừ thứ nhất | Bị loại ở vòng loại trừ thứ nhất | Bị loại ở vòng loại trừ thứ nhất | Bị loại ở vòng loại trừ thứ nhất | Bị loại ở vòng loại trừ thứ nhất |
| AKB48                                       | Team K                                      | Sun Music Production                        | Kojima Mako       | 小嶋真子 코지마 마코                       | 1997         | C                      | B                      | 12           | 23           | 25               | 31               | 177,040          | 34                               | 353,790                          | Bị loại ở vòng loại trừ thứ hai  | Bị loại ở vòng loại trừ thứ hai  | Bị loại ở vòng loại trừ thứ hai  | Bị loại ở vòng loại trừ thứ hai  | Bị loại ở vòng loại trừ thứ hai  |
| AKB48                                       | Team K                                      | AKS                                         | Mogi Shinobu      | 茂木忍 모기 시노부                         | 1997         | F                      | D                      | 44           | 59           | 55               | 63               | 57,697           | Bị loại ở vòng loại trừ thứ nhất | Bị loại ở vòng loại trừ thứ nhất | Bị loại ở vòng loại trừ thứ nhất | Bị loại ở vòng loại trừ thứ nhất | Bị loại ở vòng loại trừ thứ nhất | Bị loại ở vòng loại trừ thứ nhất | Bị loại ở vòng loại trừ thứ nhất |
| AKB48                                       | Team K                                      | AKS                                         | Muto Tomu         | 武藤十夢 무토 토무                         | 1994         | D                      | D                      | 23           | 28           | 32               | 33               | 175,038          | 38                               | 299,255                          | Bị loại ở vòng loại trừ thứ hai  | Bị loại ở vòng loại trừ thứ hai  | Bị loại ở vòng loại trừ thứ hai  | Bị loại ở vòng loại trừ thứ hai  | Bị loại ở vòng loại trừ thứ hai  |
| AKB48                                       | Team K Team 8                               | AKS                                         | Oda Erina         | 小田えりな 오다 에리나                     | 1997         | C                      | F                      | 56           | 67           | 69               | 64               | 57,612           | Bị loại ở vòng loại trừ thứ nhất | Bị loại ở vòng loại trừ thứ nhất | Bị loại ở vòng loại trừ thứ nhất | Bị loại ở vòng loại trừ thứ nhất | Bị loại ở vòng loại trừ thứ nhất | Bị loại ở vòng loại trừ thứ nhất | Bị loại ở vòng loại trừ thứ nhất |
| AKB48                                       | Team K Team 8                               | AKS                                         | Nakano Ikumi      | 中野郁海 나카노 이쿠미                     | 2000         | D                      | B                      | 43           | 53           | 50               | 59               | 64,172           | Bị loại ở vòng loại trừ thứ nhất | Bị loại ở vòng loại trừ thứ nhất | Bị loại ở vòng loại trừ thứ nhất | Bị loại ở vòng loại trừ thứ nhất | Bị loại ở vòng loại trừ thứ nhất | Bị loại ở vòng loại trừ thứ nhất | Bị loại ở vòng loại trừ thứ nhất |
| AKB48                                       | Team B                                      | AKS                                         | Iwatate Saho      | 岩立沙穂 이와타테 사호                     | 1994         | B                      | D                      | 46           | 24           | 24               | 27               | 189,308          | 40                               | 288,890                          | Bị loại ở vòng loại trừ thứ hai  | Bị loại ở vòng loại trừ thứ hai  | Bị loại ở vòng loại trừ thứ hai  | Bị loại ở vòng loại trừ thứ hai  | Bị loại ở vòng loại trừ thứ hai  |
| AKB48                                       | Team B                                      | AKS                                         | Nakanishi Chiyori | 中西智代梨 나카니시 치요리                 | 1995         | D                      | C                      | 22           | 37           | 40               | 39               | 127,714          | 37                               | 308,280                          | Bị loại ở vòng loại trừ thứ hai  | Bị loại ở vòng loại trừ thứ hai  | Bị loại ở vòng loại trừ thứ hai  | Bị loại ở vòng loại trừ thứ hai  | Bị loại ở vòng loại trừ thứ hai  |
| AKB48                                       | Team B                                      | AKS                                         | Takahashi Juri    | 高橋朱里 타카하시 쥬리                     | 1997         | B                      | A                      | 20           | 29           | 20               | 18               | 289,547          | 20                               | 579,050                          | 17                               | 17                               | 213,508                          | 16                               | Bị loại ở chung kết              |
| AKB48                                       | Team B                                      | OH ENTERPRISE                               | Takeuchi Miyu     | 竹内美宥 타케우치 미유                     | 1996         | A                      | B                      | 39           | 11           | 8                | 11               | 362,417          | 30                               | 487,842                          | 4                                | 6                                | 303,379                          | 17                               | Bị loại ở chung kết              |
| AKB48                                       | Team B Team 8                               | AKS                                         | Honda Hitomi      | 本田仁美 혼다 히토미                       | 2001         | C                      | A                      | 30           | 47           | 22               | 12               | 333,670          | 12                               | 716,204                          | 9                                | 11                               | 250,011                          | 9                                | 240,418                          |
| AKB48                                       | Team 4                                      | AKS                                         | Asai Nanami       | 浅井七海 아사이 나나미                     | 2000         | F                      | D                      | 26           | 41           | 42               | 46               | 96,530           | 42                               | 269,995                          | Bị loại ở vòng loại trừ thứ hai  | Bị loại ở vòng loại trừ thứ hai  | Bị loại ở vòng loại trừ thứ hai  | Bị loại ở vòng loại trừ thứ hai  | Bị loại ở vòng loại trừ thứ hai  |
| AKB48                                       | Team 4 Team 8                               | AKS                                         | Nagano Serika     | 永野芹佳 나가노 세리카                     | 2001         | F                      | F                      | 72           | 81           | 76               | 77               | 40,131           | Bị loại ở vòng loại trừ thứ nhất | Bị loại ở vòng loại trừ thứ nhất | Bị loại ở vòng loại trừ thứ nhất | Bị loại ở vòng loại trừ thứ nhất | Bị loại ở vòng loại trừ thứ nhất | Bị loại ở vòng loại trừ thứ nhất | Bị loại ở vòng loại trừ thứ nhất |
| HKT48                                       | Team H                                      | AKS                                         | Matsuoka Natsumi  | 松岡菜摘 마츠오카 나츠미                   | 1996         | F                      | C                      | 35           | 55           | 52               | 67               | 54,450           | Bị loại ở vòng loại trừ thứ nhất | Bị loại ở vòng loại trừ thứ nhất | Bị loại ở vòng loại trừ thứ nhất | Bị loại ở vòng loại trừ thứ nhất | Bị loại ở vòng loại trừ thứ nhất | Bị loại ở vòng loại trừ thứ nhất | Bị loại ở vòng loại trừ thứ nhất |
| HKT48                                       | Team H                                      | AKS                                         | Yabuki Nako       | 矢吹奈子 야부키 나코                       | 2001         | F                      | A                      | 14           | 27           | 16               | 7                | 449,722          | 2                                | 947,642                          | 7                                | 9                                | 264,209                          | 6                                | 261,788                          |
| HKT48                                       | Team H                                      | AKS                                         | Tanaka Miku       | 田中美久 타나카 미쿠                       | 2001         | F                      | C                      | 63           | 71           | 72               | Rời chương trình | Rời chương trình | Rời chương trình                 | Rời chương trình                 | Rời chương trình                 | Rời chương trình                 | Rời chương trình                 | Rời chương trình                 | Rời chương trình                 |
| HKT48                                       | Team KIV                                    | AKS                                         | Motomura Aoi      | 本村碧唯 모토무라 아오이                   | 1997         | D                      | B                      | 37           | 42           | 36               | 44               | 103,611          | 52                               | 201,013                          | Bị loại ở vòng loại trừ thứ hai  | Bị loại ở vòng loại trừ thứ hai  | Bị loại ở vòng loại trừ thứ hai  | Bị loại ở vòng loại trừ thứ hai  | Bị loại ở vòng loại trừ thứ hai  |
| HKT48                                       | Team KIV                                    | AKS                                         | Miyawaki Sakura   | 宮脇咲良 미야와키 사쿠라                   | 1998         | A                      | A                      | 1            | 5            | 3                | 4                | 532,273          | 7                                | 824,058                          | 2                                | 1                                | 373,783                          | 2                                | 316,105                          |
| HKT48                                       | Team KIV                                    | AKS                                         | Imada Mina        | 今田美奈 이마다 미나                       | 1997         | D                      | C                      | 53           | 64           | 67               | 76               | 40,155           | Bị loại ở vòng loại trừ thứ nhất | Bị loại ở vòng loại trừ thứ nhất | Bị loại ở vòng loại trừ thứ nhất | Bị loại ở vòng loại trừ thứ nhất | Bị loại ở vòng loại trừ thứ nhất | Bị loại ở vòng loại trừ thứ nhất | Bị loại ở vòng loại trừ thứ nhất |
| HKT48                                       | Team TII                                    | AKS                                         | Murakawa Bibian   | 村川緋杏 무라카와 비비안                   | 1999         | F                      | F                      | 28           | 31           | 29               | 30               | 178,024          | 45                               | 255,391                          | Bị loại ở vòng loại trừ thứ hai  | Bị loại ở vòng loại trừ thứ hai  | Bị loại ở vòng loại trừ thứ hai  | Bị loại ở vòng loại trừ thứ hai  | Bị loại ở vòng loại trừ thứ hai  |
| HKT48                                       | Team TII                                    | AKS                                         | Aramaki Misaki    | 荒巻美咲 아라마키 미사키                   | 2001         | F                      | F                      | 50           | 61           | 66               | 56               | 66,659           | 49                               | 240,798                          | Bị loại ở vòng loại trừ thứ hai  | Bị loại ở vòng loại trừ thứ hai  | Bị loại ở vòng loại trừ thứ hai  | Bị loại ở vòng loại trừ thứ hai  | Bị loại ở vòng loại trừ thứ hai  |
| HKT48                                       | Team TII                                    | AKS                                         | Tsukiashi Amane   | 月足天音 츠키아시 아마네                   | 1999         | F                      | F                      | 78           | 91           | Rời chương trình | Rời chương trình | Rời chương trình | Rời chương trình                 | Rời chương trình                 | Rời chương trình                 | Rời chương trình                 | Rời chương trình                 | Rời chương trình                 | Rời chương trình                 |
| HKT48                                       | Team TII                                    | AKS                                         | Kurihara Sae      | 栗原紗英 쿠리하라 사에                     | 1996         | F                      | D                      | 73           | 84           | 81               | 83               | 37,330           | Bị loại ở vòng loại trừ thứ nhất | Bị loại ở vòng loại trừ thứ nhất | Bị loại ở vòng loại trừ thứ nhất | Bị loại ở vòng loại trừ thứ nhất | Bị loại ở vòng loại trừ thứ nhất | Bị loại ở vòng loại trừ thứ nhất | Bị loại ở vòng loại trừ thứ nhất |
| NGT48                                       | Team NIII                                   | AKS                                         | Yamada Noe        | 山田野絵 야마다 노에                       | 1999         | C                      | F                      | 45           | 9            | 11               | 14               | 314,400          | 41                               | 270,992                          | Bị loại ở vòng loại trừ thứ hai  | Bị loại ở vòng loại trừ thứ hai  | Bị loại ở vòng loại trừ thứ hai  | Bị loại ở vòng loại trừ thứ hai  | Bị loại ở vòng loại trừ thứ hai  |
| NGT48                                       | Team NIII                                   | AKS                                         | Hasegawa Rena     | 長谷川玲 하세가와 레나                     | 2001         | D                      | F                      | 61           | 54           | 63               | 71               | 47,766           | Bị loại ở vòng loại trừ thứ nhất | Bị loại ở vòng loại trừ thứ nhất | Bị loại ở vòng loại trừ thứ nhất | Bị loại ở vòng loại trừ thứ nhất | Bị loại ở vòng loại trừ thứ nhất | Bị loại ở vòng loại trừ thứ nhất | Bị loại ở vòng loại trừ thứ nhất |
| NMB48                                       | Team N                                      | Showtitle                                   | Naiki Kokoro      | 内木志 나이키 코코로                       | 1997         | F                      | C                      | 75           | 82           | 82               | 87               | 34,463           | Bị loại ở vòng loại trừ thứ nhất | Bị loại ở vòng loại trừ thứ nhất | Bị loại ở vòng loại trừ thứ nhất | Bị loại ở vòng loại trừ thứ nhất | Bị loại ở vòng loại trừ thứ nhất | Bị loại ở vòng loại trừ thứ nhất | Bị loại ở vòng loại trừ thứ nhất |
| NMB48                                       | Team N                                      | Showtitle                                   | Umeyama Cocona    | 梅山恋和 우메야마 코코나                   | 2003         | F                      | —                      | 94           | 95           | Rời chương trình | Rời chương trình | Rời chương trình | Rời chương trình                 | Rời chương trình                 | Rời chương trình                 | Rời chương trình                 | Rời chương trình                 | Rời chương trình                 | Rời chương trình                 |
| NMB48                                       | Team M                                      | Showtitle                                   | Shiroma Miru      | 白間美瑠 시로마 미루                       | 1997         | B                      | D                      | 9            | 22           | 13               | 16               | 297,902          | 13                               | 657,285                          | 14                               | 8                                | 268,609                          | 20                               | Bị loại ở chung kết              |
| NMB48                                       | Team M                                      | Showtitle                                   | Kato Yuuka        | 加藤夕夏 카토 유우카                       | 1997         | C                      | B                      | 71           | 73           | 73               | 74               | 43,570           | Bị loại ở vòng loại trừ thứ nhất | Bị loại ở vòng loại trừ thứ nhất | Bị loại ở vòng loại trừ thứ nhất | Bị loại ở vòng loại trừ thứ nhất | Bị loại ở vòng loại trừ thứ nhất | Bị loại ở vòng loại trừ thứ nhất | Bị loại ở vòng loại trừ thứ nhất |
| NMB48                                       | Team BII                                    | Showtitle                                   | Murase Sae        | 村瀬紗英 무라세 사에                       | 1997         | D                      | C                      | 32           | 43           | 45               | 40               | 120,865          | 25                               | 546,533                          | 23                               | 22                               | 174,576                          | Bị loại ở vòng loại trừ thứ ba   | Bị loại ở vòng loại trừ thứ ba   |
| NMB48                                       | Team BII                                    | Showtitle                                   | Uemura Azusa      | 植村梓 우에무라 아즈사                     | 1999         | F                      | —                      | 93           | 96           | Rời chương trình | Rời chương trình | Rời chương trình | Rời chương trình                 | Rời chương trình                 | Rời chương trình                 | Rời chương trình                 | Rời chương trình                 | Rời chương trình                 | Rời chương trình                 |
| SKE48                                       | Team S                                      | Irving                                      | Matsui Jurina     | 松井珠理奈 마츠이 쥬리나                   | 1997         | B                      | B                      | 4            | 12           | 12               | 13               | 329,455          | Rời chương trình                 | Rời chương trình                 | Rời chương trình                 | Rời chương trình                 | Rời chương trình                 | Rời chương trình                 | Rời chương trình                 |
| SKE48                                       | Team E                                      | AKS                                         | Asai Yuka         | 浅井裕華 아사이 유우카                     | 2003         | F                      | D                      | 69           | 80           | 83               | 85               | 35,929           | Bị loại ở vòng loại trừ thứ nhất | Bị loại ở vòng loại trừ thứ nhất | Bị loại ở vòng loại trừ thứ nhất | Bị loại ở vòng loại trừ thứ nhất | Bị loại ở vòng loại trừ thứ nhất | Bị loại ở vòng loại trừ thứ nhất | Bị loại ở vòng loại trừ thứ nhất |

## Đánh giá Group Battle (tập 3 - 4)
Nếu hai đội thi đấu với nhau nhưng số lượng thành viên không bằng nhau thì số phiếu bình chọn của đội sẽ là trung bình cộng số phiếu của các thành viên. Những thí sinh có tên in đậm là những thí sinh chọn thành viên cho đội.
Chú thích màu
- Đội thắng
- Leader
- Center
- Leader và center

| Màn trình diễn | Màn trình diễn | Màn trình diễn                  | Đội | Đội                                      | Đội       | Thí sinh     | Thí sinh          | Thí sinh  | Thí sinh                | Thí sinh |
| #              | Nghệ sĩ        | Tên bài hát                     | #   | Tên                                      | Bình chọn | Vị trí       | Tên               | Bình chọn | Bình chọn + thưởng 1000 | Thứ hạng |
| -------------- | -------------- | ------------------------------- | --- | ---------------------------------------- | --------- | ------------ | ----------------- | --------- | ----------------------- | -------- |
| 1              | GFriend        | "Love Whisper" (귀를 기울이면)  | 1   | 칠전팔기 (ChilJeonPalgi)                 | 334       | Main Vocal   | Wang Ke           | 28        | 28                      | 81       |
| 1              | GFriend        | "Love Whisper" (귀를 기울이면)  | 1   | 칠전팔기 (ChilJeonPalgi)                 | 334       | Sub Vocal 1  | Muto Tomu         | 52        | 52                      | 68       |
| 1              | GFriend        | "Love Whisper" (귀를 기울이면)  | 1   | 칠전팔기 (ChilJeonPalgi)                 | 334       | Sub Vocal 2  | Son Eun-chae      | 88        | 88                      | 54       |
| 1              | GFriend        | "Love Whisper" (귀를 기울이면)  | 1   | 칠전팔기 (ChilJeonPalgi)                 | 334       | Sub Vocal 3  | Nagano Serika     | 22        | 22                      | 86       |
| 1              | GFriend        | "Love Whisper" (귀를 기울이면)  | 1   | 칠전팔기 (ChilJeonPalgi)                 | 334       | Sub Vocal 4  | Yamada Noe        | 106       | 106                     | 51       |
| 1              | GFriend        | "Love Whisper" (귀를 기울이면)  | 1   | 칠전팔기 (ChilJeonPalgi)                 | 334       | Sub Vocal 5  | Ichikawa Manami   | 38        | 38                      | 75       |
| 1              | GFriend        | "Love Whisper" (귀를 기울이면)  | 2   | 자이언트 베이비 (Giant Baby)             | 488       | Main Vocal   | Yabuki Nako       | 330       | 1330                    | 1        |
| 1              | GFriend        | "Love Whisper" (귀를 기울이면)  | 2   | 자이언트 베이비 (Giant Baby)             | 488       | Sub Vocal 1  | Yoon Eun-bin      | 42        | 1042                    | 31       |
| 1              | GFriend        | "Love Whisper" (귀를 기울이면)  | 2   | 자이언트 베이비 (Giant Baby)             | 488       | Sub Vocal 2  | Kim Na-young      | 32        | 1032                    | 36       |
| 1              | GFriend        | "Love Whisper" (귀를 기울이면)  | 2   | 자이언트 베이비 (Giant Baby)             | 488       | Sub Vocal 3  | Aramaki Misaki    | 30        | 1030                    | 38       |
| 1              | GFriend        | "Love Whisper" (귀를 기울이면)  | 2   | 자이언트 베이비 (Giant Baby)             | 488       | Sub Vocal 4  | Kurihara Sae      | 18        | 1018                    | 44       |
| 1              | GFriend        | "Love Whisper" (귀를 기울이면)  | 2   | 자이언트 베이비 (Giant Baby)             | 488       | Sub Vocal 5  | Kang Da-min       | 36        | 1036                    | 35       |
| 2              | Red Velvet     | "Peek-a-Boo" (피카부)           | 1   | 피카chu (pikachu)                        | 348       | Main Vocal   | Jang Gyu-ri       | 78        | 78                      | 59       |
| 2              | Red Velvet     | "Peek-a-Boo" (피카부)           | 1   | 피카chu (pikachu)                        | 348       | Sub Vocal 1  | Alex Christine    | 4         | 4                       | 92       |
| 2              | Red Velvet     | "Peek-a-Boo" (피카부)           | 1   | 피카chu (pikachu)                        | 348       | Sub Vocal 2  | Lee Ga-eun        | 74        | 74                      | 60       |
| 2              | Red Velvet     | "Peek-a-Boo" (피카부)           | 1   | 피카chu (pikachu)                        | 348       | Sub Vocal 3  | Bae Eun-yeong     | 28        | 28                      | 81       |
| 2              | Red Velvet     | "Peek-a-Boo" (피카부)           | 1   | 피카chu (pikachu)                        | 348       | Sub Vocal 4  | Matsui Jurina     | 110       | 110                     | 50       |
| 2              | Red Velvet     | "Peek-a-Boo" (피카부)           | 1   | 피카chu (pikachu)                        | 348       | Sub Vocal 5  | Wang Yi Ren       | 54        | 54                      | 65       |
| 2              | Red Velvet     | "Peek-a-Boo" (피카부)           | 2   | 흐흥이 난 여우 (Heuheungee Nan Yeowoo)   | 474       | Main Vocal   | Hong Ye-ji        | 92        | 1092                    | 16       |
| 2              | Red Velvet     | "Peek-a-Boo" (피카부)           | 2   | 흐흥이 난 여우 (Heuheungee Nan Yeowoo)   | 474       | Sub Vocal 1  | Kim Da-hye        | 26        | 1026                    | 41       |
| 2              | Red Velvet     | "Peek-a-Boo" (피카부)           | 2   | 흐흥이 난 여우 (Heuheungee Nan Yeowoo)   | 474       | Sub Vocal 2  | Lee Yu-jeong      | 98        | 1098                    | 15       |
| 2              | Red Velvet     | "Peek-a-Boo" (피카부)           | 2   | 흐흥이 난 여우 (Heuheungee Nan Yeowoo)   | 474       | Sub Vocal 3  | Shitao Miu        | 116       | 1116                    | 10       |
| 2              | Red Velvet     | "Peek-a-Boo" (피카부)           | 2   | 흐흥이 난 여우 (Heuheungee Nan Yeowoo)   | 474       | Sub Vocal 4  | Kato Yuuka        | 102       | 1102                    | 13       |
| 2              | Red Velvet     | "Peek-a-Boo" (피카부)           | 2   | 흐흥이 난 여우 (Heuheungee Nan Yeowoo)   | 474       | Sub Vocal 5  | Kim Yu-bin        | 40        | 1040                    | 34       |
| 4              | AOA            | "Short Hair" (단발머리)         | 1   | 빼꼼빼꼼 (Bbae-kkom-Bbae-kkom)           | 442       | Main Vocal   | Jo Yu-ri          | 152       | 1152                    | 5        |
| 4              | AOA            | "Short Hair" (단발머리)         | 1   | 빼꼼빼꼼 (Bbae-kkom-Bbae-kkom)           | 442       | Sub Vocal 1  | Takahashi Juri    | 52        | 1052                    | 27       |
| 4              | AOA            | "Short Hair" (단발머리)         | 1   | 빼꼼빼꼼 (Bbae-kkom-Bbae-kkom)           | 442       | Sub Vocal 2  | Kim Si-hyeon      | 64        | 1064                    | 23       |
| 4              | AOA            | "Short Hair" (단발머리)         | 1   | 빼꼼빼꼼 (Bbae-kkom-Bbae-kkom)           | 442       | Sub Vocal 3  | Kojima Mako       | 120       | 1120                    | 9        |
| 4              | AOA            | "Short Hair" (단발머리)         | 1   | 빼꼼빼꼼 (Bbae-kkom-Bbae-kkom)           | 442       | Rapper 1     | Yu Min-young      | 28        | 1028                    | 40       |
| 4              | AOA            | "Short Hair" (단발머리)         | 1   | 빼꼼빼꼼 (Bbae-kkom-Bbae-kkom)           | 442       | Rapper 2     | Kim Min-seo       | 26        | 1026                    | 41       |
| 4              | AOA            | "Short Hair" (단발머리)         | 2   | 하이클래스 (High Class)                  | 340       | Main Vocal   | Lee Si-an         | 148       | 148                     | 49       |
| 4              | AOA            | "Short Hair" (단발머리)         | 2   | 하이클래스 (High Class)                  | 340       | Sub Vocal 2  | Hasegawa Rena     | 50        | 50                      | 69       |
| 4              | AOA            | "Short Hair" (단발머리)         | 2   | 하이클래스 (High Class)                  | 340       | Sub Vocal 3  | Matsuoka Natsumi  | 90        | 90                      | 53       |
| 4              | AOA            | "Short Hair" (단발머리)         | 2   | 하이클래스 (High Class)                  | 340       | Rapper 1     | Ahn Ye-won        | 16        | 16                      | 90       |
| 4              | AOA            | "Short Hair" (단발머리)         | 2   | 하이클래스 (High Class)                  | 340       | Rapper 2     | Imada Mina        | 36        | 36                      | 77       |
| 3              | Kara           | "Mamma Mia!" (맘마미아)         | 1   | 아이섀도우 (Eyeshadow)                   | 422       | Main Vocal   | Park Min-ji       | 66        | 1066                    | 22       |
| 3              | Kara           | "Mamma Mia!" (맘마미아)         | 1   | 아이섀도우 (Eyeshadow)                   | 422       | Sub Vocal 1  | Park Ji-eun       | 32        | 1032                    | 36       |
| 3              | Kara           | "Mamma Mia!" (맘마미아)         | 1   | 아이섀도우 (Eyeshadow)                   | 422       | Sub Vocal 2  | Nakanishi Chiyori | 48        | 1048                    | 29       |
| 3              | Kara           | "Mamma Mia!" (맘마미아)         | 1   | 아이섀도우 (Eyeshadow)                   | 422       | Sub Vocal 3  | Murase Sae        | 138       | 1138                    | 7        |
| 3              | Kara           | "Mamma Mia!" (맘마미아)         | 1   | 아이섀도우 (Eyeshadow)                   | 422       | Sub Vocal 4  | Kim Hyun-ah       | 138       | 1138                    | 7        |
| 3              | Kara           | "Mamma Mia!" (맘마미아)         | 2   | (오마이갓) 어떡하조? (OMG) What to do?   | 356       | Main Vocal   | Cho Sa-rang       | 18        | 18                      | 89       |
| 3              | Kara           | "Mamma Mia!" (맘마미아)         | 2   | (오마이갓) 어떡하조? (OMG) What to do?   | 356       | Sub Vocal 1  | Shin Su-hyun      | 88        | 88                      | 54       |
| 3              | Kara           | "Mamma Mia!" (맘마미아)         | 2   | (오마이갓) 어떡하조? (OMG) What to do?   | 356       | Sub Vocal 2  | Miyazaki Miho     | 92        | 92                      | 52       |
| 3              | Kara           | "Mamma Mia!" (맘마미아)         | 2   | (오마이갓) 어떡하조? (OMG) What to do?   | 356       | Sub Vocal 3  | Murakawa Bibian   | 86        | 86                      | 56       |
| 3              | Kara           | "Mamma Mia!" (맘마미아)         | 2   | (오마이갓) 어떡하조? (OMG) What to do?   | 356       | Sub Vocal 4  | Shinozaki Ayana   | 28        | 28                      | 81       |
| 3              | Kara           | "Mamma Mia!" (맘마미아)         | 2   | (오마이갓) 어떡하조? (OMG) What to do?   | 356       | Sub Vocal 5  | Choi So-eun       | 56        | 56                      | 63       |
| 7              | AKB48          | "High Tension" (ハイテンション) | 1   | 파워레인보 (Power Rainbow)               | 278       | Main Vocal   | Yoon Hae-sol      | 40        | 40                      | 74       |
| 7              | AKB48          | "High Tension" (ハイテンション) | 1   | 파워레인보 (Power Rainbow)               | 278       | Sub Vocal 1  | Kim Da-yeon       | 46        | 46                      | 71       |
| 7              | AKB48          | "High Tension" (ハイテンション) | 1   | 파워레인보 (Power Rainbow)               | 278       | Sub Vocal 2  | Iwatate Saho      | 56        | 56                      | 63       |
| 7              | AKB48          | "High Tension" (ハイテンション) | 1   | 파워레인보 (Power Rainbow)               | 278       | Sub Vocal 3  | Cho Yeong-in      | 28        | 28                      | 81       |
| 7              | AKB48          | "High Tension" (ハイテンション) | 1   | 파워레인보 (Power Rainbow)               | 278       | Rapper 1     | Mogi Shinobu      | 58        | 58                      | 62       |
| 7              | AKB48          | "High Tension" (ハイテンション) | 1   | 파워레인보 (Power Rainbow)               | 278       | Rapper 2     | Nakano Ikumi      | 50        | 50                      | 69       |
| 7              | AKB48          | "High Tension" (ハイテンション) | 2   | 텐션업걸즈 (Tension-up Girls)            | 504       | Main Vocal   | Takeuchi Miyu     | 84        | 1084                    | 19       |
| 7              | AKB48          | "High Tension" (ハイテンション) | 2   | 텐션업걸즈 (Tension-up Girls)            | 504       | Sub Vocal 1  | Oda Erina         | 60        | 1060                    | 26       |
| 7              | AKB48          | "High Tension" (ハイテンション) | 2   | 텐션업걸즈 (Tension-up Girls)            | 504       | Sub Vocal 2  | Huh Yun-jin       | 188       | 1188                    | 2        |
| 7              | AKB48          | "High Tension" (ハイテンション) | 2   | 텐션업걸즈 (Tension-up Girls)            | 504       | Rapper 1     | Cho Ah-yeong      | 160       | 1160                    | 4        |
| 7              | AKB48          | "High Tension" (ハイテンション) | 2   | 텐션업걸즈 (Tension-up Girls)            | 504       | Rapper 2     | Kim Su-yun        | 12        | 1012                    | 45       |
| 6              | Blackpink      | "Boombayah" (붐바야)            | 1   | BLACK WORLD                              | 326       | Main Rapper  | Lee Chae-jeong    | 54        | 54                      | 65       |
| 6              | Blackpink      | "Boombayah" (붐바야)            | 1   | BLACK WORLD                              | 326       | Sub Rapper 1 | Go Yu-jin         | 198       | 198                     | 47       |
| 6              | Blackpink      | "Boombayah" (붐바야)            | 1   | BLACK WORLD                              | 326       | Sub Rapper 2 | Park Chan-ju      | 22        | 22                      | 86       |
| 6              | Blackpink      | "Boombayah" (붐바야)            | 1   | BLACK WORLD                              | 326       | Vocal 1      | Won Seo-yeon      | 22        | 22                      | 86       |
| 6              | Blackpink      | "Boombayah" (붐바야)            | 1   | BLACK WORLD                              | 326       | Vocal 2      | Kim So-hee        | 30        | 30                      | 80       |
| 6              | Blackpink      | "Boombayah" (붐바야)            | 2   | SNACK                                    | 448       | Main Rapper  | Kang Hye-won      | 44        | 1044                    | 30       |
| 6              | Blackpink      | "Boombayah" (붐바야)            | 2   | SNACK                                    | 448       | Sub Rapper 1 | Chiba Erii        | 102       | 1102                    | 13       |
| 6              | Blackpink      | "Boombayah" (붐바야)            | 2   | SNACK                                    | 448       | Sub Rapper 2 | Sato Minami       | 86        | 1086                    | 18       |
| 6              | Blackpink      | "Boombayah" (붐바야)            | 2   | SNACK                                    | 448       | Vocal 1      | Han Cho-won       | 42        | 1042                    | 31       |
| 6              | Blackpink      | "Boombayah" (붐바야)            | 2   | SNACK                                    | 448       | Vocal 2      | Asai Nanami       | 144       | 1144                    | 6        |
| 6              | Blackpink      | "Boombayah" (붐바야)            | 2   | SNACK                                    | 448       | Vocal 3      | Asai Yuka         | 30        | 1030                    | 38       |
| 5              | Twice          | "Like Ooh-Ahh (Japanese ver.)"  | 1   | 푱 (Pyong)                               | 442       | Main Vocal   | Park Hae-yoon     | 50        | 1050                    | 28       |
| 5              | Twice          | "Like Ooh-Ahh (Japanese ver.)"  | 1   | 푱 (Pyong)                               | 442       | Sub Vocal 1  | Kim Chae-won      | 104       | 1104                    | 12       |
| 5              | Twice          | "Like Ooh-Ahh (Japanese ver.)"  | 1   | 푱 (Pyong)                               | 442       | Sub vocal 2  | Goto Moe          | 172       | 1172                    | 3        |
| 5              | Twice          | "Like Ooh-Ahh (Japanese ver.)"  | 1   | 푱 (Pyong)                               | 442       | Sub Vocal 3  | Lee Seung-hyeon   | 26        | 1026                    | 41       |
| 5              | Twice          | "Like Ooh-Ahh (Japanese ver.)"  | 1   | 푱 (Pyong)                               | 442       | Rapper 1     | Hwang So-yeon     | 10        | 1010                    | 46       |
| 5              | Twice          | "Like Ooh-Ahh (Japanese ver.)"  | 1   | 푱 (Pyong)                               | 442       | Rapper 2     | Kim Do-ah         | 80        | 1080                    | 20       |
| 5              | Twice          | "Like Ooh-Ahh (Japanese ver.)"  | 2   | 너꺼야♡ (NeoKkeoYa♡)                     | 342       | Main Vocal   | Lee Ha-eun        | 86        | 86                      | 56       |
| 5              | Twice          | "Like Ooh-Ahh (Japanese ver.)"  | 2   | 너꺼야♡ (NeoKkeoYa♡)                     | 342       | Sub Vocal 1  | Cho Ka-hyeon      | 14        | 14                      | 91       |
| 5              | Twice          | "Like Ooh-Ahh (Japanese ver.)"  | 2   | 너꺼야♡ (NeoKkeoYa♡)                     | 342       | Sub Vocal 2  | Naiki Kokoro      | 86        | 86                      | 56       |
| 5              | Twice          | "Like Ooh-Ahh (Japanese ver.)"  | 2   | 너꺼야♡ (NeoKkeoYa♡)                     | 342       | Sub Vocal 3  | Park Seo-young    | 72        | 72                      | 61       |
| 5              | Twice          | "Like Ooh-Ahh (Japanese ver.)"  | 2   | 너꺼야♡ (NeoKkeoYa♡)                     | 342       | Rapper 1     | Park Jinny        | 38        | 38                      | 75       |
| 5              | Twice          | "Like Ooh-Ahh (Japanese ver.)"  | 2   | 너꺼야♡ (NeoKkeoYa♡)                     | 342       | Rapper 2     | Choi Yein-soo     | 46        | 46                      | 71       |
| 8              | I.O.I          | "Very Very Very" (너무너무너무) | 1   | 믹스주스 (MixJuice)                      | 440       | Main Vocal   | Choi Ye-na        | 64        | 1064                    | 23       |
| 8              | I.O.I          | "Very Very Very" (너무너무너무) | 1   | 믹스주스 (MixJuice)                      | 440       | Sub Vocal 1  | Na Go-eun         | 42        | 1042                    | 31       |
| 8              | I.O.I          | "Very Very Very" (너무너무너무) | 1   | 믹스주스 (MixJuice)                      | 440       | Sub Vocal 2  | Shiroma Miru      | 112       | 1112                    | 11       |
| 8              | I.O.I          | "Very Very Very" (너무너무너무) | 1   | 믹스주스 (MixJuice)                      | 440       | Sub Vocal 3  | Honda Hitomi      | 70        | 1070                    | 21       |
| 8              | I.O.I          | "Very Very Very" (너무너무너무) | 1   | 믹스주스 (MixJuice)                      | 440       | Rapper 1     | An Yu-jin         | 62        | 1062                    | 25       |
| 8              | I.O.I          | "Very Very Very" (너무너무너무) | 1   | 믹스주스 (MixJuice)                      | 440       | Rapper 2     | Jang Won-young    | 90        | 1090                    | 17       |
| 8              | I.O.I          | "Very Very Very" (너무너무너무) | 2   | 베리베리 라즈베리 (BerryBerry Raspberry) | 356       | Main Vocal   | Lee Chae-yeon     | 34        | 34                      | 78       |
| 8              | I.O.I          | "Very Very Very" (너무너무너무) | 2   | 베리베리 라즈베리 (BerryBerry Raspberry) | 356       | Sub Vocal 1  | Kwon Eun-bi       | 24        | 24                      | 85       |
| 8              | I.O.I          | "Very Very Very" (너무너무너무) | 2   | 베리베리 라즈베리 (BerryBerry Raspberry) | 356       | Sub Vocal 2  | Miyawaki Sakura   | 164       | 164                     | 48       |
| 8              | I.O.I          | "Very Very Very" (너무너무너무) | 2   | 베리베리 라즈베리 (BerryBerry Raspberry) | 356       | Sub Vocal 3  | Motomura Aoi      | 46        | 46                      | 71       |
| 8              | I.O.I          | "Very Very Very" (너무너무너무) | 2   | 베리베리 라즈베리 (BerryBerry Raspberry) | 356       | Rapper 1     | Kim Min-ju        | 34        | 34                      | 78       |
| 8              | I.O.I          | "Very Very Very" (너무너무너무) | 2   | 베리베리 라즈베리 (BerryBerry Raspberry) | 356       | Rapper 2     | Kim Cho-yeon      | 54        | 54                      | 65       |

## Đánh giá Position (tập 6 - 7)
Chú thích màu
- Thí sinh thắng
- Leader
- Center
- Leader và center

| Vocal & Rap    | Vocal & Rap       | Vocal & Rap                           | Vocal & Rap     | Vocal & Rap        | Vocal & Rap   | Vocal & Rap        |
| Màn trình diễn | Màn trình diễn    | Màn trình diễn                        | Thí sinh        | Thí sinh           | Thí sinh      | Thí sinh           |
| #              | Nghệ sĩ           | Tên bài hát                           | Tên             | Thứ hạng trong đội | Bình chọn     | Bình chọn + thưởng |
| -------------- | ----------------- | ------------------------------------- | --------------- | ------------------ | ------------- | ------------------ |
| 1              | Wanna One         | "Energetic" (에너제틱)                | Jo Yu-ri        | 1                  | 511           | 5,511              |
| 1              | Wanna One         | "Energetic" (에너제틱)                | Kim Si-hyeon    | 3                  | 376           | 376                |
| 1              | Wanna One         | "Energetic" (에너제틱)                | Na Go-eun       | 2                  | 382           | 382                |
| 1              | Wanna One         | "Energetic" (에너제틱)                | Asai Nanami     | 5                  | 273           | 273                |
| 1              | Wanna One         | "Energetic" (에너제틱)                | Yamada Noe      | 4                  | 356           | 356                |
| 2              | Heize             | "Don't Know You" (널 너무 모르고)     | Park Min-ji     | 4                  | 360           | 360                |
| 2              | Heize             | "Don't Know You" (널 너무 모르고)     | Han Cho-won     | 1                  | 585           | 105,585            |
| 2              | Heize             | "Don't Know You" (널 너무 모르고)     | Kang Hye-won    | 3                  | 400           | 400                |
| 2              | Heize             | "Don't Know You" (널 너무 모르고)     | Yu Min-young    | 2                  | 499           | 499                |
| 4              | BoA               | "Merry Chri" (メリクリ)               | Park Hae-yoon   | 1                  | 543           | 5,543              |
| 4              | BoA               | "Merry Chri" (メリクリ)               | Kim Na-young    | 3                  | Không công bố | Không công bố      |
| 4              | BoA               | "Merry Chri" (メリクリ)               | Kim So-hee      | 6                  | Không công bố | Không công bố      |
| 4              | BoA               | "Merry Chri" (メリクリ)               | Yoon Hae-sol    | 2                  | Không công bố | Không công bố      |
| 4              | BoA               | "Merry Chri" (メリクリ)               | Aramaki Misaki  | 4                  | Không công bố | Không công bố      |
| 4              | BoA               | "Merry Chri" (メリクリ)               | Sato Minami     | 5                  | Không công bố | Không công bố      |
| 6              | Girls' Generation | "Into the New World" (다시 만난 세계) | Huh Yun-jin     | 2                  | 537           | 537                |
| 6              | Girls' Generation | "Into the New World" (다시 만난 세계) | Goto Moe        | 4                  | 293           | 293                |
| 6              | Girls' Generation | "Into the New World" (다시 만난 세계) | Yabuki Nako     | 3                  | 511           | 511                |
| 6              | Girls' Generation | "Into the New World" (다시 만난 세계) | Chiba Erii      | 5                  | 287           | 287                |
| 6              | Girls' Generation | "Into the New World" (다시 만난 세계) | Kim Chae-won    | 1                  | 550           | 5,550              |
| 8              | BTS               | "The Truth Untold" (전하지 못한 진심) | Jang Gyu-ri     | 2                  | 298           | 298                |
| 8              | BTS               | "The Truth Untold" (전하지 못한 진심) | Takeuchi Miyu   | 4                  | 289           | 289                |
| 8              | BTS               | "The Truth Untold" (전하지 못한 진심) | Miyazaki Miho   | 1                  | 559           | 5,559              |
| 8              | BTS               | "The Truth Untold" (전하지 못한 진심) | Iwatate Saho    | 3                  | 294           | 294                |
| 11             | Blackpink         | "Ddu-Du Ddu-Du" (뚜두뚜두)            | Kim Do-ah       | 1                  | 488           | 5,488              |
| 11             | Blackpink         | "Ddu-Du Ddu-Du" (뚜두뚜두)            | Park Seo-young  | 4                  | 352           | 352                |
| 11             | Blackpink         | "Ddu-Du Ddu-Du" (뚜두뚜두)            | Miyawaki Sakura | 3                  | 384           | 384                |
| 11             | Blackpink         | "Ddu-Du Ddu-Du" (뚜두뚜두)            | Takahashi Juri  | 2                  | 432           | 432                |
| 11             | Blackpink         | "Ddu-Du Ddu-Du" (뚜두뚜두)            | Murakawa Bibian | 5                  | 311           | 311                |
| 11             | Blackpink         | "Ddu-Du Ddu-Du" (뚜두뚜두)            | Cho Ka-hyeon    | 6                  | 176           | 176                |

| Dance          | Dance                 | Dance                            | Dance             | Dance              | Dance     | Dance              |
| Màn trình diễn | Màn trình diễn        | Màn trình diễn                   | Thí sinh          | Thí sinh           | Thí sinh  | Thí sinh           |
| #              | Nghệ sĩ               | Tên bài hát                      | Tên               | Thứ hạng trong đội | Bình chọn | Bình chọn + thưởng |
| -------------- | --------------------- | -------------------------------- | ----------------- | ------------------ | --------- | ------------------ |
| 3              | Ariana Grande         | "Side to Side"                   | Lee Si-an         | 5                  | 358       | 358                |
| 3              | Ariana Grande         | "Side to Side"                   | Lee Ga-eun        | 3                  | 411       | 411                |
| 3              | Ariana Grande         | "Side to Side"                   | Jang Won-young    | 2                  | 446       | 446                |
| 3              | Ariana Grande         | "Side to Side"                   | Wang Yi Ren       | 4                  | 391       | 391                |
| 3              | Ariana Grande         | "Side to Side"                   | Shiroma Miru      | 1                  | 469       | 5,469              |
| 5              | Demi Lovato           | "Sorry Not Sorry (Freedo Remix)" | Kwon Eun-bi       | 1                  | 450       | 5,450              |
| 5              | Demi Lovato           | "Sorry Not Sorry (Freedo Remix)" | An Yu-jin         | 2                  | 403       | 403                |
| 5              | Demi Lovato           | "Sorry Not Sorry (Freedo Remix)" | Choi Ye-na        | 4                  | 364       | 364                |
| 5              | Demi Lovato           | "Sorry Not Sorry (Freedo Remix)" | Lee Chae-yeon     | 3                  | 397       | 397                |
| 5              | Demi Lovato           | "Sorry Not Sorry (Freedo Remix)" | Ko Yu-jin         | 5                  | 337       | 337                |
| 7              | Fitz and the Tantrums | "HandClap"                       | Motomura Aoi      | 6                  | 312       | 312                |
| 7              | Fitz and the Tantrums | "HandClap"                       | Kojima Mako       | 3                  | 442       | 442                |
| 7              | Fitz and the Tantrums | "HandClap"                       | Muto Tomu         | 5                  | 313       | 313                |
| 7              | Fitz and the Tantrums | "HandClap"                       | Murase Sae        | 1                  | 477       | 105,477            |
| 7              | Fitz and the Tantrums | "HandClap"                       | Kim Cho-yeon      | 2                  | 446       | 446                |
| 7              | Fitz and the Tantrums | "HandClap"                       | Kim Min-seo       | 4                  | 387       | 387                |
| 9              | Jax Jones             | "Instruction"                    | Son Eun-chae      | 1                  | 438       | 5,438              |
| 9              | Jax Jones             | "Instruction"                    | Lee Ha-eun        | 6                  | 287       | 287                |
| 9              | Jax Jones             | "Instruction"                    | Nakanishi Chiyori | 3                  | 358       | 358                |
| 9              | Jax Jones             | "Instruction"                    | Wang Ke           | 5                  | 313       | 313                |
| 9              | Jax Jones             | "Instruction"                    | Kim Hyun-ah       | 2                  | 382       | 382                |
| 9              | Jax Jones             | "Instruction"                    | Kim Su-yun        | 4                  | 335       | 335                |
| 10             | Little Mix            | "Touch (Muffin Remix)"           | Shitao Miu        | 3                  | 369       | 369                |
| 10             | Little Mix            | "Touch (Muffin Remix)"           | Honda Hitomi      | 2                  | 395       | 395                |
| 10             | Little Mix            | "Touch (Muffin Remix)"           | Kim Min-ju        | 1                  | 423       | 5,423              |
| 10             | Little Mix            | "Touch (Muffin Remix)"           | Bae Eun-young     | 4                  | 329       | 329                |
| 10             | Little Mix            | "Touch (Muffin Remix)"           | Lee Yu-jeong      | 5                  | 304       | 304                |

## Đánh giá Concept (tập 9 - 10)
Chú thích màu
- Thắng
- Leader
- Center
- Leader và center

| Màn trình diễn | Màn trình diễn         | Màn trình diễn             | Màn trình diễn                 | Màn trình diễn | Thí sinh    | Thí sinh        | Thí sinh  | Thí sinh           | Thí sinh |
| #              | Thể loại               | Nhà sản xuất               | Tên bài hát                    | Bình chọn      | Vị trí      | Tên             | Bình chọn | Bình chọn + thưởng | Thứ hạng |
| -------------- | ---------------------- | -------------------------- | ------------------------------ | -------------- | ----------- | --------------- | --------- | ------------------ | -------- |
| 1              | Contemporary Girls Pop | oReO                       | "1000%"                        | 138            | Main vocal  | Lee Chae-yeon   | 18        | 18                 | 24       |
| 1              | Contemporary Girls Pop | oReO                       | "1000%"                        | 138            | Sub vocal 1 | Miyazaki Miho   | 42        | 42                 | 14       |
| 1              | Contemporary Girls Pop | oReO                       | "1000%"                        | 138            | Sub vocal 2 | Goto Moe        | 28        | 28                 | 19       |
| 1              | Contemporary Girls Pop | oReO                       | "1000%"                        | 138            | Sub vocal 3 | Kim Min-ju      | 10        | 10                 | 28       |
| 1              | Contemporary Girls Pop | oReO                       | "1000%"                        | 138            | Sub vocal 4 | Shitao Miu      | 37        | 37                 | 16       |
| 2              | New Jack Swing         | Masked Rider (Kamen Rider) | "To Reach You" (너에게 닿기를) | 242            | Main vocal  | Na Go-eun       | 27        | 27                 | 20       |
| 2              | New Jack Swing         | Masked Rider (Kamen Rider) | "To Reach You" (너에게 닿기를) | 242            | Sub vocal 1 | Yabuki Nako     | 76        | 76                 | 7        |
| 2              | New Jack Swing         | Masked Rider (Kamen Rider) | "To Reach You" (너에게 닿기를) | 242            | Sub vocal 2 | Jo Yu-ri        | 59        | 59                 | 10       |
| 2              | New Jack Swing         | Masked Rider (Kamen Rider) | "To Reach You" (너에게 닿기를) | 242            | Sub vocal 3 | Jang Gyu-ri     | 16        | 16                 | 26       |
| 2              | New Jack Swing         | Masked Rider (Kamen Rider) | "To Reach You" (너에게 닿기를) | 242            | Sub vocal 4 | Kim Chae-won    | 63        | 63                 | 9        |
| 3              | Hip Hop / R&B Pop      | Full8loom                  | "I Am"                         | 89             | Main vocal  | Huh Yun-jin     | 9         | 9                  | 30       |
| 3              | Hip Hop / R&B Pop      | Full8loom                  | "I Am"                         | 89             | Sub vocal 1 | Choi Ye-na      | 26        | 26                 | 21       |
| 3              | Hip Hop / R&B Pop      | Full8loom                  | "I Am"                         | 89             | Sub vocal 2 | An Yu-jin       | 22        | 22                 | 23       |
| 3              | Hip Hop / R&B Pop      | Full8loom                  | "I Am"                         | 89             | Rapper 1    | Lee Ga-eun      | 17        | 17                 | 25       |
| 3              | Hip Hop / R&B Pop      | Full8loom                  | "I Am"                         | 89             | Rapper 2    | Takahashi Juri  | 15        | 15                 | 27       |
| 4              | Tropical Pop Dance     | WonderKid & Shin Kung      | "Rollin' Rollin'"              | 266            | Main vocal  | Kim Na-young    | 36        | 20,036             | 5        |
| 4              | Tropical Pop Dance     | WonderKid & Shin Kung      | "Rollin' Rollin'"              | 266            | Sub vocal 1 | Honda Hitomi    | 50        | 20,050             | 3        |
| 4              | Tropical Pop Dance     | WonderKid & Shin Kung      | "Rollin' Rollin'"              | 266            | Sub vocal 2 | Shiroma Miru    | 79        | 50,079             | 1        |
| 4              | Tropical Pop Dance     | WonderKid & Shin Kung      | "Rollin' Rollin'"              | 266            | Sub vocal 3 | Jang Won-young  | 53        | 20,053             | 2        |
| 4              | Tropical Pop Dance     | WonderKid & Shin Kung      | "Rollin' Rollin'"              | 266            | Rapper      | Kim Do-ah       | 46        | 20,046             | 4        |
| 5              | Moombahton / Trap      | EDEN                       | "Rumor"                        | 241            | Main vocal  | Kwon Eun-bi     | 65        | 65                 | 8        |
| 5              | Moombahton / Trap      | EDEN                       | "Rumor"                        | 241            | Sub vocal 1 | Lee Si-an       | 44        | 44                 | 13       |
| 5              | Moombahton / Trap      | EDEN                       | "Rumor"                        | 241            | Sub vocal 2 | Murase Sae      | 56        | 56                 | 11       |
| 5              | Moombahton / Trap      | EDEN                       | "Rumor"                        | 241            | Rapper 1    | Han Cho-won     | 41        | 41                 | 15       |
| 5              | Moombahton / Trap      | EDEN                       | "Rumor"                        | 241            | Rapper 2    | Kim Si-hyeon    | 35        | 35                 | 17       |
| 6              | Pop Dance              | Lee Dae-hwi                | "See You Again" (다시 만나)    | 222            | Main vocal  | Park Hae-yoon   | 55        | 55                 | 12       |
| 6              | Pop Dance              | Lee Dae-hwi                | "See You Again" (다시 만나)    | 222            | Sub vocal 1 | Takeuchi Miyu   | 35        | 35                 | 17       |
| 6              | Pop Dance              | Lee Dae-hwi                | "See You Again" (다시 만나)    | 222            | Sub vocal 2 | Wang Yi Ren     | 10        | 10                 | 28       |
| 6              | Pop Dance              | Lee Dae-hwi                | "See You Again" (다시 만나)    | 222            | Sub vocal 3 | Kang Hye-won    | 23        | 23                 | 22       |
| 6              | Pop Dance              | Lee Dae-hwi                | "See You Again" (다시 만나)    | 222            | Sub vocal 4 | Miyawaki Sakura | 99        | 99                 | 6        |

## Đánh giá Debut (tập 11  - 12)
Chú thích màu
- Thành viên của IZ*ONE
- Leader
- Center
- Leader và center

| Màn trình diễn | Màn trình diễn  | Màn trình diễn                                                          | Thí sinh    | Thí sinh        | Thí sinh  | Thí sinh |
| #              | Nhà sản xuất    | Tên bài hát                                                             | Vị trí      | Tên             | Bình chọn | Thứ hạng |
| -------------- | --------------- | ----------------------------------------------------------------------- | ----------- | --------------- | --------- | -------- |
| 1              | Akimoto Yasushi | "You're in love, aren't you?" (好きになっちゃうだろう?) (반해버리잖아?) | Main vocal  | Kwon Eun-bi     | 250,212   | 7        |
| 1              | Akimoto Yasushi | "You're in love, aren't you?" (好きになっちゃうだろう?) (반해버리잖아?) | Sub vocal 1 | Choi Ye-na      | 285,385   | 4        |
| 1              | Akimoto Yasushi | "You're in love, aren't you?" (好きになっちゃうだろう?) (반해버리잖아?) | Sub vocal 2 | Miyawaki Sakura | 316,105   | 2        |
| 1              | Akimoto Yasushi | "You're in love, aren't you?" (好きになっちゃうだろう?) (반해버리잖아?) | Sub vocal 3 | Lee Ga-eun      | 209,252   | 14       |
| 1              | Akimoto Yasushi | "You're in love, aren't you?" (好きになっちゃうだろう?) (반해버리잖아?) | Sub vocal 4 | Shiroma Miru    | 94,386    | 20       |
| 1              | Akimoto Yasushi | "You're in love, aren't you?" (好きになっちゃうだろう?) (반해버리잖아?) | Sub vocal 5 | Kang Hye-won    | 248,432   | 8        |
| 1              | Akimoto Yasushi | "You're in love, aren't you?" (好きになっちゃうだろう?) (반해버리잖아?) | Sub vocal 6 | Kim Chae-won    | 238,192   | 10       |
| 1              | Akimoto Yasushi | "You're in love, aren't you?" (好きになっちゃうだろう?) (반해버리잖아?) | Sub vocal 7 | Shitao Miu      | 129,113   | 18       |
| 1              | Akimoto Yasushi | "You're in love, aren't you?" (好きになっちゃうだろう?) (반해버리잖아?) | Sub vocal 8 | Takahashi Juri  | 164,285   | 16       |
| 1              | Akimoto Yasushi | "You're in love, aren't you?" (好きになっちゃうだろう?) (반해버리잖아?) | Sub vocal 9 | Han Cho-won     | 213,259   | 13       |
| 2              | Han Sung-soo    | "We Together" (아프로 잘 부탁해)                                        | Main vocal  | Takeuchi Miyu   | 158,052   | 17       |
| 2              | Han Sung-soo    | "We Together" (아프로 잘 부탁해)                                        | Sub vocal 1 | Honda Hitomi    | 240,418   | 9        |
| 2              | Han Sung-soo    | "We Together" (아프로 잘 부탁해)                                        | Sub vocal 2 | Miyazaki Miho   | 184,765   | 15       |
| 2              | Han Sung-soo    | "We Together" (아프로 잘 부탁해)                                        | Sub vocal 3 | Jo Yu-ri        | 294,734   | 3        |
| 2              | Han Sung-soo    | "We Together" (아프로 잘 부탁해)                                        | Sub vocal 4 | Jang Won-young  | 338,366   | 1        |
| 2              | Han Sung-soo    | "We Together" (아프로 잘 부탁해)                                        | Sub vocal 5 | An Yu-jin       | 280,487   | 5        |
| 2              | Han Sung-soo    | "We Together" (아프로 잘 부탁해)                                        | Sub vocal 6 | Kim Min-ju      | 227,061   | 11       |
| 2              | Han Sung-soo    | "We Together" (아프로 잘 부탁해)                                        | Sub vocal 7 | Park Hae-yoon   | 96,612    | 19       |
| 2              | Han Sung-soo    | "We Together" (아프로 잘 부탁해)                                        | Sub vocal 8 | Yabuki Nako     | 261,788   | 6        |
| 2              | Han Sung-soo    | "We Together" (아프로 잘 부탁해)                                        | Sub vocal 9 | Lee Chae-yeon   | 221,273   | 12       |